# یولیوس برینک
یولیوس برینک (انگلیسی: Julius Brink؛ زادهٔ ۶ ژوئیه ۱۹۸۲) بازیکن والیبال ساحلی اهل آلمان بود.
وی همچنین برندهٔ جوایزی همچون برگ بوی نقره‌ای شده‌است.